# 全日本バレーボール選抜男女リーグの成績一覧
全日本バレーボール選抜男女リーグの成績一覧（ぜんにほんバレーボールせんばつだんじょリーグのせいせきいちらん）は、1967年度から1993年度にわたり開催されていた、全日本バレーボール選抜男女リーグ（通称、バレーボール日本リーグ）の成績一覧である。
VリーグおよびV・プレミアリーグの成績一覧については、プレミアリーグ (バレーボール)の成績一覧を参照のこと。

## 男子

### チーム別通算成績
| 順位 | チーム名     | 試合数 | 勝  | 敗  | 勝率  |
| ---- | ------------ | ------ | --- | --- | ----- |
| 1    | 新日鉄       | 375    | 270 | 105 | 0.720 |
| 2    | 富士フイルム | 382    | 260 | 122 | 0.681 |
| 3    | NKK          | 329    | 201 | 128 | 0.611 |
| 4    | JT           | 374    | 191 | 183 | 0.511 |
| 5    | サントリー   | 277    | 128 | 151 | 0.455 |
| 6    | NEC          | 209    | 93  | 116 | 0.445 |
| 7    | 松下電器     | 306    | 133 | 173 | 0.435 |
| 8    | 東レ         | 136    | 44  | 92  | 0.324 |
| 9    | 象印         | 28     | 9   | 19  | 0.321 |
| 10   | 住友金属     | 142    | 34  | 108 | 0.239 |
| 11   | 旭化成       | 40     | 8   | 32  | 0.200 |
| 12   | 日新製鋼     | 28     | 5   | 23  | 0.179 |
| 13   | 住友軽金属   | 61     | 8   | 53  | 0.131 |
| 14   | 神戸製鋼     | 105    | 12  | 93  | 0.114 |

### 年度別順位
| 回     | 年度   | 1位          | 2位          | 3位          | 4位          | 5位          | 6位          | 7位        | 8位        |
| ------ | ------ | ------------ | ------------ | ------------ | ------------ | ------------ | ------------ | ---------- | ---------- |
| 第1回  | 1967年 | 八幡製鉄     | 松下電器     | 日本鋼管     | 専売広島     | 富士フイルム | 住友金属     | -          | -          |
| 第2回  | 1968年 | 日本鋼管     | 松下電器     | 専売広島     | 住友金属     | 富士フイルム | 八幡製鉄     | -          | -          |
| 第3回  | 1969年 | 日本鋼管     | 松下電器     | 専売広島     | 八幡製鉄     | 住友軽金属   | 住友金属     | -          | -          |
| 第4回  | 1970年 | 日本鋼管     | 松下電器     | 富士フイルム | 専売広島     | 八幡製鉄     | 旭化成旭陽会 | -          | -          |
| 第5回  | 1971年 | 松下電器     | 日本鋼管     | 富士フイルム | 旭化成旭陽会 | 専売広島     | 住友軽金属   | -          | -          |
| 第6回  | 1972年 | 日本鋼管     | 松下電器     | 富士フイルム | 専売広島     | 旭化成旭陽会 | 住友軽金属   | -          | -          |
| 第7回  | 1973年 | 新日本製鐵   | 専売広島     | 日本鋼管     | 松下電器     | 富士フイルム | 旭化成旭陽会 | -          | -          |
| 第8回  | 1974年 | 新日本製鐵   | 富士フイルム | 日本鋼管     | 専売広島     | 住友軽金属   | 松下電器     | -          | -          |
| 第9回  | 1975年 | 新日本製鐵   | 日本鋼管     | 富士フイルム | サントリー   | 東レ九鱗会   | 専売広島     | -          | -          |
| 第10回 | 1976年 | 新日本製鐵   | 日本鋼管     | 専売広島     | 富士フイルム | 東レ九鱗会   | サントリー   | -          | -          |
| 第11回 | 1977年 | 日本鋼管     | 新日本製鐵   | 専売広島     | 松下電器     | 富士フイルム | 東レ九鱗会   | -          | -          |
| 第12回 | 1978年 | 新日本製鐵   | 専売広島     | 富士フイルム | 日本鋼管     | 松下電器     | 東レ九鱗会   | -          | -          |
| 第13回 | 1979年 | 新日本製鐵   | 富士フイルム | 専売広島     | サントリー   | 日本鋼管     | 松下電器     | -          | -          |
| 第14回 | 1980年 | 新日本製鐵   | 富士フイルム | 専売広島     | 松下電器     | 住友金属     | 日本鋼管     | サントリー | 神戸製鋼   |
| 第15回 | 1981年 | 富士フイルム | 新日本製鐵   | 専売広島     | 日本鋼管     | サントリー   | 松下電器     | 住友金属   | 住友軽金属 |
| 第16回 | 1982年 | 新日本製鐵   | 日本鋼管     | 富士フイルム | サントリー   | 専売広島     | 松下電器     | 神戸製鋼   | 日本電気   |
| 第17回 | 1983年 | 富士フイルム | 新日本製鐵   | 松下電器     | サントリー   | 日本鋼管     | 専売広島     | 住友金属   | 神戸製鋼   |
| 第18回 | 1984年 | 富士フイルム | サントリー   | 専売広島     | 新日本製鐵   | 松下電器     | 日本鋼管     | 日本電気   | 住友金属   |
| 第19回 | 1985年 | 富士フイルム | 日本鋼管     | サントリー   | 日本たばこ   | 新日本製鐵   | 松下電器     | 日本電気   | 神戸製鋼   |
| 第20回 | 1986年 | 富士フイルム | 新日本製鐵   | 日本鋼管     | 日本たばこ   | サントリー   | 日本電気     | 住友金属   | 松下電器   |
| 第21回 | 1987年 | 富士フイルム | 日本鋼管     | 新日本製鐵   | 日本たばこ   | サントリー   | 神戸製鋼     | 日本電気   | 住友金属   |
| 第22回 | 1988年 | 新日本製鐵   | 富士フイルム | NKK          | 日本電気     | 日本たばこ   | 東レ九鱗会   | サントリー | 神戸製鋼   |
| 第23回 | 1989年 | 新日本製鐵   | 日本電気     | JT           | 富士フイルム | サントリー   | 東レ九鱗会   | 松下電器   | NKK        |
| 第24回 | 1990年 | 新日本製鐵   | サントリー   | 日本電気     | JT           | 富士フイルム | 象印         | 東レ九鱗会 | 松下電器   |
| 第25回 | 1991年 | 日本電気     | 新日本製鐵   | サントリー   | 富士フイルム | 東レ九鱗会   | JT           | 象印       | 日新製鋼   |
| 第26回 | 1992年 | 富士フイルム | NEC          | 東レ九鱗会   | 新日本製鐵   | JT           | 松下電器     | サントリー | NKK        |
| 第27回 | 1993年 | NEC          | 富士フイルム | 新日本製鐵   | サントリー   | 東レ九鱗会   | 松下電器     | JT         | 日新製鋼   |

### 個人賞（1）
| 回     | 年度   | 優勝監督賞                | 最高殊勲選手賞              | 敢闘賞                            | ベスト6賞                   | ベスト6賞                   | ベスト6賞                   | ベスト6賞                   | ベスト6賞                         | ベスト6賞                 |
| ------ | ------ | ------------------------- | --------------------------- | --------------------------------- | --------------------------- | --------------------------- | --------------------------- | --------------------------- | --------------------------------- | ------------------------- |
| 第1回  | 1967年 | 池田尚弘 （八幡製鉄）     | 池田尚弘 （八幡製鉄）       | 大古誠司 （日本鋼管）             | 池田尚弘 （八幡製鉄）       | 中村祐造 （八幡製鉄）       | 森山輝久 （松下電器）       | 猫田勝敏 （専売広島）       | 大古誠司 （日本鋼管）             | 古川武司 （松下電器）     |
| 第2回  | 1968年 | 出町豊 （日本鋼管）       | 大古誠司 （日本鋼管）       | 木村憲治 （松下電器）             | 大古誠司 （日本鋼管）       | 木村憲治 （松下電器）       | 小泉勲 （日本鋼管）         | 猫田勝敏 （専売広島）       | 田村正克 （専売広島）             | 森山輝久 （松下電器）     |
| 第3回  | 1969年 | 出町豊 （日本鋼管）       | 白神守 （日本鋼管）         | 中村祐造 （八幡製鉄）             | 大古誠司 （日本鋼管）       | 木村憲治 （松下電器）       | 三森泰明 （日本鋼管）       | 中村祐造 （八幡製鉄）       | 猫田勝敏 （専売広島）             | 白神守 （日本鋼管）       |
| 第4回  | 1970年 | 出町豊 （日本鋼管）       | 森田淳悟 （日本鋼管）       | 横田忠義 （松下電器）             | 横田忠義 （松下電器）       | 森田淳悟 （日本鋼管）       | 大古誠司 （日本鋼管）       | 木村憲治 （松下電器）       | 佐藤哲夫 （富士フイルム）         | 猫田勝敏 （専売広島）     |
| 第5回  | 1971年 | 上野倫宏 （松下電器）     | 横田忠義 （松下電器）       | 森田淳悟 （日本鋼管）             | 横田忠義 （松下電器）       | 大古誠司 （日本鋼管）       | 森田淳悟 （日本鋼管）       | 木村憲治 （松下電器）       | 野口泰弘 （松下電器）             | 南将之 （旭化成）         |
| 第6回  | 1972年 | 木村晃 （日本鋼管）       | 大古誠司 （日本鋼管）       | 横田忠義 （松下電器）             | 大古誠司 （日本鋼管）       | 横田忠義 （松下電器）       | 森田淳悟 （日本鋼管）       | 木村憲治 （松下電器）       | 西本哲雄 （専売広島）             | 嶋岡健治 （日本鋼管）     |
| 第7回  | 1973年 | 奥弘巳 （新日鐵）         | 中村祐造 （新日鐵）         | 西本哲雄 （専売広島）             | 中村祐造 （新日鐵）         | 西本哲雄 （専売広島）       | 小田勝美 （新日鐵）         | 森田淳悟 （日本鋼管）       | 猫田勝敏 （専売広島）             | 田中幹保 （新日鐵）       |
| 第8回  | 1974年 | 奥弘巳 （新日鐵）         | 中村祐造 （新日鐵）         | 森田淳悟 （日本鋼管）             | 小田勝美 （新日鐵）         | 森田淳悟 （日本鋼管）       | 田中幹保 （新日鐵）         | 中村祐造 （新日鐵）         | 西本哲雄 （専売広島）             | 猫田勝敏 （専売広島）     |
| 第9回  | 1975年 | 中村祐造 （新日鐵）       | 中村祐造 （新日鐵）         | 森田淳悟 （日本鋼管）             | 田中幹保 （新日鐵）         | 大古誠司 （サントリー）     | 小田勝美 （新日鐵）         | 森田淳悟 （日本鋼管）       | 中村祐造 （新日鐵）               | 丸山孝 （日本鋼管）       |
| 第10回 | 1976年 | 中村祐造 （新日鐵）       | 田中幹保 （新日鐵）         | 森田淳悟 （日本鋼管）             | 森田淳悟 （日本鋼管）       | 田中幹保 （新日鐵）         | 小田勝美 （新日鐵）         | 大古誠司 （サントリー）     | 丸山孝 （日本鋼管）               | 西本哲雄 （専売広島）     |
| 第11回 | 1977年 | 木村晃 （日本鋼管）       | 森田淳悟 （日本鋼管）       | 田中幹保 （新日鐵）               | 田中幹保 （新日鐵）         | 森田淳悟 （日本鋼管）       | 花輪晴彦 （日本鋼管）       | 小田勝美 （新日鐵）         | 嶋岡健治 （日本鋼管）             | 丸山孝 （日本鋼管）       |
| 第12回 | 1978年 | 藤川武巳 （新日鐵）       | 田中幹保 （新日鐵）         | 山田修司 （富士フイルム）         | 田中幹保 （新日鐵）         | 小田勝美 （新日鐵）         | 森田淳悟 （日本鋼管）       | 山田修司 （富士フイルム）   | 西本哲雄 （専売広島）             | 柳本晶一 （新日鐵）       |
| 第13回 | 1979年 | 藤川武巳 （新日鐵）       | 田中幹保 （新日鐵）         | 山田修司 （富士フイルム）         | 田中幹保 （新日鐵）         | 小田勝美 （新日鐵）         | 岩田稔 （新日鐵）           | 柳本晶一 （新日鐵）         | 山田修司 （富士フイルム）         | 前田敏彦 （サントリー）   |
| 第14回 | 1980年 | 藤川武巳 （新日鐵）       | 田中幹保 （新日鐵）         | 山田修司 （富士フイルム）         | 田中幹保 （新日鐵）         | 岩田稔 （新日鐵）           | 小田勝美 （新日鐵）         | 山田修司 （富士フイルム）   | 杉本公雄 （富士フイルム）         | 志水健一 （松下電器）     |
| 第15回 | 1981年 | 井原文之 （富士フイルム） | 山田修司 （富士フイルム）   | 田中幹保 （新日鐵）               | 田中幹保 （新日鐵）         | 志水健一 （松下電器）       | 藤田幸光 （富士フイルム）   | 山田修司 （富士フイルム）   | 杉本公雄 （富士フイルム）         | 岩田稔 （新日鐵）         |
| 第16回 | 1982年 | 柳本晶一 （新日鐵）       | 田中幹保 （新日鐵）         | 山田修司 （富士フイルム）         | 岩田稔 （新日鐵）           | 柳本晶一 （新日鐵）         | 山田修司 （富士フイルム）   | 蘇武幸志 （富士フイルム）   | 田中幹保 （新日鐵）               | 笠間裕治 （日本鋼管）     |
| 第17回 | 1983年 | 井原文之 （富士フイルム） | 山田修司 （富士フイルム）   | 田中幹保 （新日鐵）               | 田中幹保 （新日鐵）         | 三橋栄三郎 （富士フイルム） | 奥野浩昭 （サントリー）     | 蘇武幸志 （富士フイルム）   | 山田修司 （富士フイルム）         | 岩田稔 （新日鐵）         |
| 第18回 | 1984年 | 井原文之 （富士フイルム） | 杉本公雄 （富士フイルム）   | ポール・グラットン （サントリー） | 杉本公雄 （富士フイルム）   | 山田修司 （富士フイルム）   | 三橋栄三郎 （富士フイルム） | 米山一朋 （富士フイルム）   | ポール・グラットン （サントリー） | 奥野浩昭 （サントリー）   |
| 第19回 | 1985年 | 井原文之 （富士フイルム） | 三橋栄三郎 （富士フイルム） | 井上謙 （日本鋼管）               | 三橋栄三郎 （富士フイルム） | 杉本公雄 （富士フイルム）   | 岩島章博 （富士フイルム）   | 米山一朋 （富士フイルム）   | 熊田康則 （富士フイルム）         | 川合俊一 （富士フイルム） |
| 第20回 | 1986年 | 井原文之 （富士フイルム） | 三橋栄三郎 （富士フイルム） | 田中幹保 （新日鐵）               | 岩島章博 （富士フイルム）   | 熊田康則 （富士フイルム）   | 川合俊一 （富士フイルム）   | 田中幹保 （新日鐵）         | 三橋栄三郎 （富士フイルム）       | 眞鍋政義 （新日鐵）       |
| 第21回 | 1987年 | 井原文之 （富士フイルム） | 三橋栄三郎 （富士フイルム） | 笠間裕治 （日本鋼管）             | 三橋栄三郎 （富士フイルム） | 川合俊一 （富士フイルム）   | 岩島章博 （富士フイルム）   | 熊田康則 （富士フイルム）   | 井上謙 （日本鋼管）               | 古川靖志 （日本鋼管）     |
| 第22回 | 1988年 | 田中幹保 （新日鐵）       | 田中幹保 （新日鐵）         | 川合俊一 （富士フイルム）         | 田中幹保 （新日鐵）         | 眞鍋政義 （新日鐵）         | 植田辰哉 （新日鐵）         | 三橋栄三郎 （富士フイルム） | 川合俊一 （富士フイルム）         | 井上謙 （日本鋼管）       |
| 第23回 | 1989年 | 田中幹保 （新日鐵）       | 田中幹保 （新日鐵）         | 長谷部三男 （日本電気）           | 田中幹保 （新日鐵）         | 眞鍋政義 （新日鐵）         | 植田辰哉 （新日鐵）         | 長谷部三男 （日本電気）     | 泉水智 （日本電気）               | 川合俊一 （富士フイルム） |
| 第24回 | 1990年 | 田中幹保 （新日鐵）       | 中垣内祐一 （新日鐵）       | 大浦正文 （サントリー）           | 眞鍋政義 （新日鐵）         | 中垣内祐一 （新日鐵）       | 植田辰哉 （新日鐵）         | 大浦正文 （サントリー）     | 荻野正二 （サントリー）           | 米山博之 （象印）         |
| 第25回 | 1991年 | 寺廻太 （日本電気）       | 楊成太 （日本電気）         | 中垣内祐一 （新日鐵）             | 中垣内祐一 （新日鐵）       | 植田辰哉 （新日鐵）         | 大竹秀之 （日本電気）       | 大浦正文 （サントリー）     | 楊成太 （日本電気）               | 眞鍋政義 （新日鐵）       |
| 第26回 | 1992年 | 山田修司 （富士フイルム） | 青山繁 （富士フイルム）     | 楊成太 （NEC）                    | 中垣内祐一 （新日鐵）       | 植田辰哉 （新日鐵）         | 大竹秀之 （NEC）            | 泉川正幸 （東レ）           | 青山繁 （富士フイルム）           | 眞鍋政義 （新日鐵）       |
| 第27回 | 1993年 | 寺廻太 （NEC）            | 大竹秀之 （NEC）            | 青山繁 （富士フイルム）           | 大竹秀之 （NEC）            | 青山繁 （富士フイルム）     | 中垣内祐一 （新日鐵）       | 成田貴志 （富士フイルム）   | 大浦正文 （サントリー）           | 泉川正幸 （東レ）         |

### 個人賞（2）
| 回     | 年度   | 新人賞                                | スパイク賞                       | ブロック賞                              | サーブ賞                              | レシーブ賞                                | 猛打賞                            | 応援団賞                       |
| ------ | ------ | ------------------------------------- | -------------------------------- | --------------------------------------- | ------------------------------------- | ----------------------------------------- | --------------------------------- | ------------------------------ |
| 第1回  | 1967年 | -                                     | 池田尚弘（八幡製鉄） 49.1%       | 中村祐造（八幡製鉄） 1.03本             | 白神守（日本鋼管） 7.9%               | 堂元富夫 （専売広島）                     | -                                 | -                              |
| 第2回  | 1968年 | -                                     | 大古誠司（日本鋼管） 48.8%       | 田村正克（専売広島） 1.50本             | 岡野昌弘（富士フイルム） 7.5%         | 猫田勝敏 （専売広島）                     | -                                 | -                              |
| 第3回  | 1969年 | -                                     | 白神守（日本鋼管） 44.5%         | 中村祐造（八幡製鉄） 1.82本             | 古川武司（松下電器） 5.6%             | 三森泰明 （日本鋼管）                     | -                                 | -                              |
| 第4回  | 1970年 | -                                     | 大古誠司（日本鋼管） 53.3%       | 森田淳悟（日本鋼管） 2.12本             | 森田淳悟（日本鋼管） 11.4%            | 木村憲治 （松下電器）                     | -                                 | -                              |
| 第5回  | 1971年 | -                                     | 野口泰弘（松下電器） 53.3%       | 森田淳悟（日本鋼管） 1.74本             | 森田淳悟（日本鋼管） 6.6%             | 木村憲治 （松下電器）                     | -                                 | -                              |
| 第6回  | 1972年 | -                                     | 大古誠司（日本鋼管） 51.2%       | 大古誠司（日本鋼管） 1.79本             | 保田靖則（富士フイルム） 7.9%         | 猫田勝敏 （専売広島）                     | -                                 | -                              |
| 第7回  | 1973年 | -                                     | 小田勝美（新日鐵） 51.1%         | 西本哲雄（専売広島） 2.05本             | 森田淳悟（日本鋼管） 5.5%             | 猫田勝敏 （専売広島）                     | -                                 | -                              |
| 第8回  | 1974年 | 吉田重誉 （富士フイルム）             | 吉田重誉（富士フイルム） 47.6%   | 森田淳悟（日本鋼管） 1.72本             | 松布仁志（松下電器） 1.72本           | 中村良二（新日鐵） 清水晃（富士フイルム） | -                                 | -                              |
| 第9回  | 1975年 | 山田修司 （富士フイルム）             | 山田修司（富士フイルム） 52.2%   | 大古誠司（サントリー） 2.06本           | 吉松昭二（東レ） 5.6%                 | 柳本晶一 （新日鐵）                       | -                                 | -                              |
| 第10回 | 1976年 | 村上情次 （専売広島）                 | 田中幹保（新日鐵） 54.8%         | 大古誠司（サントリー） 2.17本           | 辻合真一郎（新日鐵） 7.1%             | 辻合真一郎 （新日鐵）                     | -                                 | -                              |
| 第11回 | 1977年 | 花輪晴彦 （日本鋼管）                 | 小田勝美（新日鐵） 55.7%         | 小田勝美（新日鐵） 2.09本               | 辻合真一郎（新日鐵） 8.4%             | 辻合真一郎 （新日鐵）                     | -                                 | -                              |
| 第12回 | 1978年 | 鶴徹朗 （松下電器）                   | 田中幹保（新日鐵） 56.3%         | 田中幹保（新日鐵） 1.85本               | 桐畑繁（松下電器） 6.2%               | 辻合真一郎 （新日鐵）                     | -                                 | -                              |
| 第13回 | 1979年 | 藤田幸光 （松下電器）                 | 岩田稔（新日鐵） 59.2%           | 小田勝美（新日鐵） 1.78本               | 田中幹保（新日鐵） 6.2%               | 辻合真一郎 （新日鐵）                     | -                                 | -                              |
| 第14回 | 1980年 | 該当者なし                            | 田中幹保（新日鐵） 58.9%         | 小田勝美（新日鐵） 1.88本               | 辻合真一郎（新日鐵） 6.3%             | 志水健一 （松下電器）                     | -                                 | -                              |
| 第15回 | 1981年 | 蘇武幸志 （富士フイルム）             | 田中幹保（新日鐵） 55.4%         | 伊坂哲（サントリー） 1.63本             | 安藤文彦（住友軽金属） 5.8%           | 前田敏彦 （サントリー）                   | -                                 | -                              |
| 第16回 | 1982年 | 笠間裕治 （日本鋼管）                 | 山田修司（富士フイルム） 60.4%   | 笠間裕治（日本鋼管） 1.46本             | 花輪晴彦（日本鋼管） 8.5%             | 野村健二 （日本鋼管）                     | -                                 | -                              |
| 第17回 | 1983年 | 奥野浩昭 （サントリー）               | 山田修司（富士フイルム） 57.9%   | 鳥羽賢二（サントリー） 2.08本           | 岩田稔（新日鐵） 8.9%                 | 岩島章博 （富士フイルム）                 | 奥野浩昭 （サントリー）           | 富士フイルム                   |
| 第18回 | 1984年 | 米山一朋 （富士フイルム）             | 下村英士（専売広島） 57.7%       | ポール・グラットン（サントリー） 1.67本 | 杉本公雄（富士フイルム） 10.7%        | 岩島章博 （富士フイルム）                 | ポール・グラットン （サントリー） | 富士フイルム                   |
| 第19回 | 1985年 | 川合俊一 （富士フイルム）             | 三橋栄三郎（富士フイルム） 64.4% | 川合俊一（富士フイルム） 1.93本         | ポール・グラットン（サントリー） 9.7% | 岩島章博 （富士フイルム）                 | ポール・グラットン （サントリー） | 富士フイルム                   |
| 第20回 | 1986年 | 眞鍋政義 （新日鐵）                   | 三橋栄三郎（富士フイルム） 62.8% | 上田隆志（サントリー） 2.01本           | 海藤正樹（富士フイルム） 9.6%         | 岩島章博 （富士フイルム）                 | ポール・グラットン （サントリー） | 日本電気 サントリー 日本たばこ |
| 第21回 | 1987年 | 植田辰哉 （新日鐵）                   | 岩島章博（富士フイルム） 65.6%   | 久保勝之（住友金属） 1.94本             | 星川保文（神戸製鋼） 6.0%             | 岩島章博 （富士フイルム）                 | 原秀治 （日本たばこ）             | 富士フイルム                   |
| 第22回 | 1988年 | 中西弘之 （日本電気）                 | 岩島章博（富士フイルム） 60.6%   | 神林正文（サントリー） 1.85本           | 沢田秀一（NKK） 6.8%                  | 岩島章博 （富士フイルム）                 | 原秀治 （日本たばこ）             | 新日鐵 富士フイルム            |
| 第23回 | 1989年 | 泉水智 （日本電気）                   | 長谷部三男（日本電気） 65.1%     | 川合俊一（富士フイルム） 2.07本         | 荻野正二（サントリー） 8.8%           | 荻野正二 （サントリー）                   | 大浦正文 （サントリー）           | 日本電気 JT                    |
| 第24回 | 1990年 | 中垣内祐一 （新日鐵）                 | 米山博之（象印） 57.6%           | 植田辰哉（新日鐵） 1.68本               | 荻野正二（サントリー） 5.7%           | 荻野正二 （サントリー）                   | 中垣内祐一 （新日鐵）             | 新日鐵 JT                      |
| 第25回 | 1991年 | 該当者なし                            | 植田辰哉（新日鐵） 63.0%         | 酒井淳（東レ） 1.87本                   | 関浩司（東レ） 6.3%                   | 金子敏和 （日本電気）                     | 中垣内祐一 （新日鐵）             | 新日鐵                         |
| 第26回 | 1992年 | 泉川正幸（東レ） 宮崎謙彦（松下電器） | 植田辰哉（新日鐵） 62.9%         | 大竹秀之（NEC） 1.60本                  | 竹内実（NKK） 8.1%                    | 青山繁 （富士フイルム）                   | 中垣内祐一 （新日鐵）             | 新日鐵                         |
| 第27回 | 1993年 | 佐々木太一 （サントリー）             | 小野章三（新日鐵） 60.0%         | 植田辰哉（新日鐵） 1.75本               | 南部正司（日新製鋼） 6.16%            | 荻野正二 （サントリー）                   | 大浦正文 （サントリー）           | 新日鐵                         |

### 個人通算記録

#### 出場試合数
| 順位 | 選手名     | チーム          | リーグ数   | 試合数 |
| ---- | ---------- | --------------- | ---------- | ------ |
| 1    | 田中幹保   | 新日鐵          | 7 - 24     | 256    |
| 2    | 村上情次   | 日本たばこ      | 10 - 22    | 206    |
| 3    | 下村英士   | JT              | 16 - 27    | 202    |
| 4    | 南正義     | 日本たばこ      | 7 - 20     | 199    |
| 5    | 杉本公雄   | 富士フイルム    | 10 - 25    | 196    |
| 6    | 辻合真一郎 | 新日鐵          | 7 - 22     | 185    |
| 7    | 原秀治     | JT              | 17 - 27    | 178    |
| 8    | 岩田稔     | 日新製鋼 新日鐵 | 10 - 20 25 | 177    |
| 9    | 久保伸吾   | JT              | 16 - 26    | 176    |
| 10   | 三橋栄三郎 | 富士フイルム    | 16 - 25    | 170    |

#### 出場セット数
| 順位 | 選手名     | チーム          | リーグ数   | セット数 |
| ---- | ---------- | --------------- | ---------- | -------- |
| 1    | 田中幹保   | 新日鐵          | 7 - 24     | 919      |
| 2    | 下村英士   | JT              | 16 - 27    | 742      |
| 3    | 村上情次   | 日本たばこ      | 10 - 22    | 728      |
| 4    | 南正義     | 日本たばこ      | 7 - 20     | 664      |
| 5    | 原秀治     | JT              | 17 - 27    | 647      |
| 6    | 辻合真一郎 | 新日鐵          | 7 - 22     | 617      |
| 7    | 岩田稔     | 日新製鋼 新日鐵 | 10 - 20 25 | 610      |
| 8    | 杉本公雄   | 富士フイルム    | 10 - 25    | 600      |
| 9    | 三橋栄三郎 | 富士フイルム    | 16 - 25    | 586      |
| 10   | 小牧勝則   | 新日鐵          | 10 - 22    | 579      |

#### 最多得点
| 順位 | 選手名     | チーム          | リーグ数        | セット数 | アタック | ブロック | サーブ | 合計  |
| ---- | ---------- | --------------- | --------------- | -------- | -------- | -------- | ------ | ----- |
| 1    | 田中幹保   | 新日鐵          | 7 - 24          | 919      | 1,106    | 822      | 180    | 2,108 |
| 2    | 原秀治     | JT              | 17 - 27         | 647      | 1,221    | 371      | 106    | 1,698 |
| 3    | 藤田幸光   | 松下電器        | 13 - 20 23 - 24 | 547      | 973      | 407      | 116    | 1,496 |
| 4    | 村上情次   | 日本たばこ      | 10 - 22         | 728      | 855      | 372      | 116    | 1,343 |
| 5    | 岩田稔     | 日新製鋼 新日鐵 | 10 - 20 25      | 610      | 837      | 383      | 119    | 1,339 |
| 6    | 杉本公雄   | 富士フイルム    | 10 - 25         | 600      | 867      | 230      | 168    | 1,265 |
| 7    | 花輪晴彦   | NKK             | 11 - 23         | 572      | 796      | 324      | 107    | 1,227 |
| 8    | 西本哲雄   | 日本たばこ      | 3 - 18 20       | 521      | 476      | 646      | 62     | 1,184 |
| 9    | 小田勝美   | 新日鐵          | 7 - 19          | 570      | 422      | 651      | 86     | 1,159 |
| 10   | 三橋栄三郎 | 富士フイルム    | 16 - 25         | 586      | 515      | 495      | 133    | 1,143 |

#### 最多アタック得点
| 順位 | 選手名     | チーム          | リーグ数        | セット数 | 得点  |
| ---- | ---------- | --------------- | --------------- | -------- | ----- |
| 1    | 原秀治     | JT              | 17 - 27         | 647      | 1,221 |
| 2    | 田中幹保   | 新日鐵          | 7 - 24          | 919      | 1,106 |
| 3    | 藤田幸光   | 松下電器        | 13 - 20 23 - 24 | 547      | 973   |
| 4    | 杉本公雄   | 富士フイルム    | 10 - 25         | 600      | 867   |
| 5    | 村上情次   | 日本たばこ      | 10 - 22         | 728      | 855   |
| 6    | 岩田稔     | 日新製鋼 新日鐵 | 10 - 20 25      | 610      | 837   |
| 7    | 花輪晴彦   | NKK             | 11 - 23         | 572      | 796   |
| 8    | 中垣内祐一 | 新日鐵          | 24 - 27         | 210      | 696   |
| 9    | 奥野浩昭   | サントリー      | 17 - 22         | 428      | 680   |
| 10   | 金子登子和 | 松下電器        | 8 11 - 18       | 434      | 660   |

#### 最多アタック決定本数
| 順位 | 選手名     | チーム          | リーグ数        | セット数 | 本数  |
| ---- | ---------- | --------------- | --------------- | -------- | ----- |
| 1    | 田中幹保   | 新日鐵          | 7 - 24          | 919      | 5,885 |
| 2    | 原秀治     | JT              | 17 - 27         | 647      | 4,319 |
| 3    | 藤田幸光   | 松下電器        | 13 - 20 23 - 24 | 547      | 4,031 |
| 4    | 岩田稔     | 日新製鋼 新日鐵 | 10 - 20 25      | 610      | 3,558 |
| 5    | 村上情次   | 日本たばこ      | 10 - 22         | 728      | 3,550 |
| 6    | 杉本公雄   | 富士フイルム    | 10 - 25         | 600      | 3,304 |
| 7    | 花輪晴彦   | NKK             | 11 - 23         | 572      | 2,979 |
| 8    | 三橋栄三郎 | 富士フイルム    | 16 - 25         | 586      | 2,910 |
| 9    | 小田勝美   | 新日鐵          | 7 - 19          | 570      | 2,883 |
| 10   | 奥野浩昭   | サントリー      | 17 - 22         | 428      | 2,832 |

#### 最多アタック打数
| 順位 | 選手名   | チーム          | リーグ数        | セット数 | 打数   |
| ---- | -------- | --------------- | --------------- | -------- | ------ |
| 1    | 田中幹保 | 新日鐵          | 7 - 24          | 919      | 10,942 |
| 2    | 原秀治   | JT              | 17 - 27         | 647      | 9,112  |
| 3    | 藤田幸光 | 松下電器        | 13 - 20 23 - 24 | 547      | 8,693  |
| 4    | 村上情次 | 日本たばこ      | 10 - 22         | 728      | 7,878  |
| 5    | 岩田稔   | 日新製鋼 新日鐵 | 10 - 20 25      | 610      | 6,830  |
| 6    | 花輪晴彦 | NKK             | 11 - 23         | 572      | 6,527  |
| 7    | 杉本公雄 | 富士フイルム    | 10 - 25         | 600      | 6,510  |
| 8    | 佐藤哲夫 | 富士フイルム    | 1 - 2 4 - 17    | 428      | 5,826  |
| 9    | 奥野浩昭 | サントリー      | 17 - 22         | 428      | 5,826  |
| 10   | 松尾正剛 | サントリー      | 9 -10 13 - 20   | 532      | 5,809  |

#### 最多ブロック決定本数
| 順位 | 選手名     | チーム       | リーグ数  | セット数 | 本数  |
| ---- | ---------- | ------------ | --------- | -------- | ----- |
| 1    | 田中幹保   | 新日鐵       | 7 - 24    | 919      | 1,102 |
| 2    | 小田勝美   | 新日鐵       | 7 - 19    | 570      | 836   |
| 3    | 西本哲雄   | 日本たばこ   | 3 - 18 20 | 521      | 813   |
| 4    | 上田隆志   | サントリー   | 17 - 27   | 530      | 725   |
| 5    | 笠間裕治   | NKK          | 16 - 23   | 500      | 652   |
| 6    | 三橋栄三郎 | 富士フイルム | 16 - 25   | 586      | 637   |
| 7    | 小牧勝則   | 新日鐵       | 10 - 22   | 579      | 609   |
| 7    | 山田修司   | 富士フイルム | 9 - 20    | 506      | 609   |
| 9    | 長谷部三男 | NEC          | 16 18-26  | 540      | 590   |
| 10   | 伊沢哲     | サントリー   | 10 13-18  | 383      | 576   |

#### 最多ブロック得点
| 順位 | 選手名     | チーム       | リーグ数  | セット数 | 得点 |
| ---- | ---------- | ------------ | --------- | -------- | ---- |
| 1    | 田中幹保   | 新日鐵       | 7 - 24    | 919      | 822  |
| 2    | 小田勝美   | 新日鐵       | 7 - 19    | 570      | 651  |
| 3    | 西本哲雄   | 日本たばこ   | 3 - 18 20 | 521      | 646  |
| 4    | 上田隆志   | サントリー   | 17 - 27   | 530      | 535  |
| 5    | 三橋栄三郎 | 富士フイルム | 16 - 25   | 586      | 495  |
| 6    | 笠間裕治   | NKK          | 16 - 23   | 500      | 488  |
| 7    | 長谷部三男 | NEC          | 16 18-26  | 540      | 462  |
| 8    | 小牧勝則   | 新日鐵       | 10 - 22   | 579      | 456  |
| 9    | 山田修司   | 富士フイルム | 9 - 20    | 506      | 450  |
| 10   | 森田淳悟   | 日本鋼管     | 4 - 13    | 356      | 442  |

#### 最多サーブ打数
| 順位 | 選手名     | チーム          | リーグ数   | セット数 | 打数  |
| ---- | ---------- | --------------- | ---------- | -------- | ----- |
| 1    | 田中幹保   | 新日鐵          | 7 - 24     | 919      | 5,930 |
| 2    | 下村英士   | JT              | 16 - 27    | 742      | 4,465 |
| 3    | 村上情次   | 日本たばこ      | 10 - 22    | 728      | 4,079 |
| 4    | 原秀治     | JT              | 17 - 27    | 647      | 3,958 |
| 5    | 三橋栄三郎 | 富士フイルム    | 16 - 25    | 586      | 3,816 |
| 6    | 松倉隆     | サントリー      | 13 - 23    | 566      | 3,363 |
| 7    | 杉本公雄   | 富士フイルム    | 10 - 25    | 600      | 3,357 |
| 8    | 小牧勝則   | 新日鐵          | 10 - 22    | 579      | 3,328 |
| 9    | 花輪晴彦   | NKK             | 11 - 23    | 572      | 3,284 |
| 10   | 岩田稔     | 日新製鋼 新日鐵 | 10 - 20 25 | 610      | 3,221 |

#### 最多サーブ得点
| 順位 | 選手名             | チーム          | リーグ数        | セット数 | 得点 |
| ---- | ------------------ | --------------- | --------------- | -------- | ---- |
| 1    | 田中幹保           | 新日鐵          | 7 - 24          | 919      | 180  |
| 2    | 辻合真一郎         | 新日鐵          | 7 - 22          | 617      | 171  |
| 3    | 杉本公雄           | 富士フイルム    | 10 - 25         | 600      | 168  |
| 4    | 柳本晶一           | 新日鐵          | 7 - 18          | 528      | 138  |
| 5    | 三橋栄三郎         | 富士フイルム    | 16 - 25         | 586      | 133  |
| 6    | 下村英士           | JT              | 16 - 27         | 742      | 129  |
| 7    | ポール・グラットン | サントリー      | 18 - 21         | 238      | 119  |
| 7    | 岩田稔             | 日新製鋼 新日鐵 | 10 - 20 25      | 610      | 119  |
| 9    | 藤田幸光           | 松下電器        | 13 - 20 23 - 24 | 547      | 116  |
| 9    | 村上情次           | 日本たばこ      | 10 - 22         | 728      | 116  |

## 女子

### チーム別通算成績
| 順位 | チーム名         | 試合数 | 勝  | 敗  | 勝率  |
| ---- | ---------------- | ------ | --- | --- | ----- |
| 1    | 日立             | 395    | 338 | 57  | 0.856 |
| 2    | ユニチカ         | 388    | 245 | 143 | 0.631 |
| 3    | ヤシカ           | 100    | 63  | 37  | 0.630 |
| 4    | イトーヨーカドー | 230    | 143 | 87  | 0.622 |
| 5    | ダイエー         | 152    | 84  | 68  | 0.553 |
| 6    | NEC              | 269    | 143 | 126 | 0.532 |
| 7    | 小田急           | 56     | 24  | 32  | 0.429 |
| 8    | 東洋紡           | 286    | 120 | 166 | 0.420 |
| 9    | カネボウ         | 298    | 114 | 184 | 0.383 |
| 10   | 日本電装         | 49     | 14  | 35  | 0.286 |
| 11   | 東芝             | 56     | 14  | 42  | 0.250 |
| 12   | 三洋電機         | 105    | 25  | 80  | 0.238 |
| 13   | 富士フイルム     | 171    | 36  | 135 | 0.211 |
| 14   | NTT神戸          | 42     | 7   | 35  | 0.167 |
| 14   | クラボウ         | 30     | 5   | 25  | 0.167 |
| 16   | 久光製薬         | 91     | 15  | 76  | 0.165 |
| 17   | 日立茂原         | 35     | 4   | 31  | 0.114 |
| 18   | 林兼産業         | 10     | 1   | 9   | 0.100 |
| 19   | NEC関西          | 14     | 1   | 13  | 0.071 |

### 年度別順位
| 回     | 年度 | 1位              | 2位              | 3位              | 4位              | 5位              | 6位          | 7位          | 8位          |
| ------ | ---- | ---------------- | ---------------- | ---------------- | ---------------- | ---------------- | ------------ | ------------ | ------------ |
| 第1回  | 1967 | 日立武蔵         | ヤシカ           | ニチボー貝塚     | 全鐘紡           | 東洋紡守口       | 林兼産業     | -            | -            |
| 第2回  | 1968 | 日立武蔵         | ヤシカ           | ニチボー貝塚     | 全鐘紡           | 東洋紡守口       | 倉紡倉敷     | -            | -            |
| 第3回  | 1969 | ユニチカ貝塚     | ヤシカ           | 東洋紡守口       | 日立武蔵         | 倉紡倉敷         | 全鐘紡       | -            | -            |
| 第4回  | 1970 | ユニチカ貝塚     | 日立武蔵         | ヤシカ           | 東洋紡守口       | 倉紡倉敷         | 全鐘紡       | -            | -            |
| 第5回  | 1971 | ユニチカ貝塚     | ヤシカ           | 日立武蔵         | 東洋紡守口       | 全鐘紡           | 富士フイルム | -            | -            |
| 第6回  | 1972 | ヤシカ           | 日立武蔵         | ユニチカ貝塚     | 三洋電機         | 鐘紡             | 東洋紡守口   | -            | -            |
| 第7回  | 1973 | 日立武蔵         | 鐘紡             | ヤシカ           | 三洋電機         | 富士フイルム     | ユニチカ貝塚 | -            | -            |
| 第8回  | 1974 | 日立武蔵         | 鐘紡             | ヤシカ           | 富士フイルム     | ユニチカ貝塚     | 三洋電機群馬 | -            | -            |
| 第9回  | 1975 | 日立             | ユニチカ貝塚     | 三洋電機群馬     | ヤシカ           | 鐘紡             | 富士フイルム | -            | -            |
| 第10回 | 1976 | 日立             | ユニチカ貝塚     | 三洋電機群馬     | 鐘紡             | ヤシカ           | 富士フイルム | -            | -            |
| 第11回 | 1977 | 日立             | ユニチカ         | カネボウ         | 東洋紡守口       | 富士フイルム     | 三洋電機     | -            | -            |
| 第12回 | 1978 | カネボウ         | 日立             | ユニチカ         | 東洋紡守口       | 富士フイルム     | 三洋電機     | -            | -            |
| 第13回 | 1979 | ユニチカ         | カネボウ         | 日本電気         | 日立             | 富士フイルム     | 東洋紡       | -            | -            |
| 第14回 | 1980 | ユニチカ         | 東洋紡           | 日立             | 日本電気         | 富士フイルム     | カネボウ     | 三洋電機     | 日立茂原     |
| 第15回 | 1981 | 日立             | ユニチカ         | 東洋紡           | カネボウ         | 日本電気         | 久光製薬     | 富士フイルム | 電電神戸     |
| 第16回 | 1982 | 日立             | ユニチカ         | 東洋紡           | イトーヨーカドー | カネボウ         | 日本電気     | 日立茂原     | 久光製薬     |
| 第17回 | 1983 | 日立             | 東洋紡           | イトーヨーカドー | ユニチカ         | カネボウ         | 日本電気     | 電電近畿神戸 | 三洋電機     |
| 第18回 | 1984 | 日立             | 東洋紡           | 日本電気         | イトーヨーカドー | ユニチカ         | カネボウ     | 富士フイルム | 久光製薬     |
| 第19回 | 1985 | 日立             | ダイエー         | 日本電気         | イトーヨーカドー | カネボウ         | ユニチカ     | 東洋紡       | 富士フイルム |
| 第20回 | 1986 | 日立             | 日本電気         | ダイエー         | ユニチカ         | イトーヨーカドー | 日本電装     | カネボウ     | 東洋紡       |
| 第21回 | 1987 | 日本電気         | 日立             | イトーヨーカドー | ダイエー         | ユニチカ         | 日本電装     | カネボウ     | 久光製薬     |
| 第22回 | 1988 | 日立             | ユニチカ         | イトーヨーカドー | 日本電気         | ダイエー         | 東芝         | 日本電装     | カネボウ     |
| 第23回 | 1989 | イトーヨーカドー | ユニチカ         | 日本電気         | 日立             | ダイエー         | 東芝         | 東洋紡       | 富士フイルム |
| 第24回 | 1990 | 日立             | イトーヨーカドー | 日本電気         | ユニチカ         | 小田急           | ダイエー     | 東芝         | 東洋紡       |
| 第25回 | 1991 | 日立             | イトーヨーカドー | ダイエー         | ユニチカ         | 小田急           | 久光製薬     | 日本電気     | 東芝         |
| 第26回 | 1992 | 日立             | ユニチカ         | イトーヨーカドー | NEC              | ダイエー         | 小田急       | 東洋紡       | 久光製薬     |
| 第27回 | 1993 | 日立             | ダイエー         | イトーヨーカドー | NEC              | 小田急           | ユニチカ     | NEC関西      | 東洋紡       |

### 個人賞（1）
| 回     | 年度   | 優勝監督賞                    | 最高殊勲選手賞                  | 敢闘賞                          | ベスト6賞                       | ベスト6賞                     | ベスト6賞                       | ベスト6賞                       | ベスト6賞                       | ベスト6賞                       |
| ------ | ------ | ----------------------------- | ------------------------------- | ------------------------------- | ------------------------------- | ----------------------------- | ------------------------------- | ------------------------------- | ------------------------------- | ------------------------------- |
| 第1回  | 1967年 | 山田重雄 （日立武蔵）         | 小野沢愛子 （ヤシカ）           | 高山鈴江 （日立武蔵）           | 小野沢愛子 （ヤシカ）           | 高山鈴江 （日立武蔵）         | 吉田節子 （全鐘紡）             | 古川牧子 （ニチボー貝塚）       | 岩原豊子 （ヤシカ）             | 佐々木節子 （ニチボー貝塚）     |
| 第2回  | 1968年 | 山田重雄 （日立武蔵）         | 高山鈴江 （日立武蔵）           | 松村勝美 （ニチボー貝塚）       | 高山鈴江 （日立武蔵）           | 宍倉邦枝 （日立武蔵）         | 小野沢愛子 （ヤシカ）           | 生沼スミエ （日立武蔵）         | 岩原豊子 （ヤシカ）             | 福中佐知子 （日立武蔵）         |
| 第3回  | 1969年 | 小島孝治 （ユニチカ貝塚）     | 松村勝美 （ユニチカ貝塚）       | 浜恵子 （ヤシカ）               | 浜恵子 （ヤシカ）               | 古川牧子 （ユニチカ貝塚）     | 小野沢愛子 （ヤシカ）           | 松村勝美 （ユニチカ貝塚）       | 山下規子 （ユニチカ貝塚）       | 岩原豊子 （ヤシカ）             |
| 第4回  | 1970年 | 小島孝治 （ユニチカ貝塚）     | 古川牧子 （ユニチカ貝塚）       | 浜恵子 （ヤシカ）               | 松村勝美 （ユニチカ貝塚）       | 浜恵子 （ヤシカ）             | 飯田高子 （ヤシカ）             | 古川牧子 （ユニチカ貝塚）       | 生沼スミエ （日立武蔵）         | 白井貴子 （倉紡倉敷）           |
| 第5回  | 1971年 | 吉田国昭 （ユニチカ貝塚）     | 松村勝美 （ユニチカ貝塚）       | 飯田高子 （ヤシカ）             | 飯田高子 （ヤシカ）             | 松村勝美 （ユニチカ貝塚）     | 古川牧子 （ユニチカ貝塚）       | 生沼スミエ （日立武蔵）         | 山下規子 （ユニチカ貝塚）       | 浜恵子 （ヤシカ）               |
| 第6回  | 1972年 | 船山浩志 （ヤシカ）           | 飯田高子 （ヤシカ）             | 岩原豊子 （ヤシカ）             | 飯田高子 （ヤシカ）             | 浜恵子 （ヤシカ）             | 加藤きよみ （日立武蔵）         | 岩原豊子 （ヤシカ）             | 岡本真理子 （日立武蔵）         | 古川牧子 （ユニチカ貝塚）       |
| 第7回  | 1973年 | 山田重雄 （日立武蔵）         | 岡本真理子 （日立武蔵）         | 飯田高子 （ヤシカ）             | 岡本真理子 （日立武蔵）         | 飯田高子 （ヤシカ）           | 加藤きよみ （日立武蔵）         | 松田紀子 （日立武蔵）           | 白井貴子 （日立武蔵）           | 会田きよ子 （日立武蔵）         |
| 第8回  | 1974年 | 山田重雄 （日立武蔵）         | 飯田高子 （ヤシカ）             | 白井貴子 （日立武蔵）           | 白井貴子 （日立武蔵）           | 飯田高子 （ヤシカ）           | 岡本真理子 （日立武蔵）         | 松田紀子 （日立武蔵）           | 加藤きよみ （日立武蔵）         | 斎藤春枝 （鐘紡）               |
| 第9回  | 1975年 | 山田重雄 （日立）             | 白井貴子 （日立）               | 横山樹理 （ユニチカ貝塚）       | 白井貴子 （日立）               | 高柳昌子 （日立）             | 松田紀子 （日立）               | 加藤きよみ （日立）             | 矢野広美 （日立）               | 横山樹理 （ユニチカ貝塚）       |
| 第10回 | 1976年 | 米田一典 （日立）             | 会田きよ子 （日立）             | 前田悦智子 （三洋電機群馬）     | 矢野広美 （日立）               | 前田悦智子 （三洋電機群馬）   | 会田きよ子 （日立）             | 金坂克子 （日立）               | 横山樹理 （ユニチカ貝塚）       | 高柳昌子 （日立）               |
| 第11回 | 1977年 | 米田一典 （日立）             | 白井貴子 （日立）               | 横山樹理 （ユニチカ）           | 白井貴子 （日立）               | 松田紀子 （日立）             | 吉田真理子 （日立）             | 横山樹理 （ユニチカ）           | 矢野広美 （日立）               | 江上由美 （日立）               |
| 第12回 | 1978年 | 上野康夫 （カネボウ）         | 清水睦子 （カネボウ）           | 江上由美 （日立）               | 横山樹理 （ユニチカ）           | 江上由美 （日立）             | 須藤佳代子 （富士フイルム）     | 清水睦子 （カネボウ）           | 奥嶋桂子 （カネボウ）           | 堀江香代子 （カネボウ）         |
| 第13回 | 1979年 | 吉田国昭 （ユニチカ）         | 横山樹理 （ユニチカ）           | 清水睦子 （カネボウ）           | 横山樹理 （ユニチカ）           | 江上由美 （日立）             | 石川嘉枝 （ユニチカ）           | 小川かず子 （ユニチカ）         | 滑川玉江 （日本電気）           | 水原理枝子 （ユニチカ）         |
| 第14回 | 1980年 | 吉田国昭 （ユニチカ）         | 横山樹理 （ユニチカ）           | 佐藤裕子 （東洋紡）             | 横山樹理 （ユニチカ）           | 水原理枝子 （ユニチカ）       | 小川かず子 （ユニチカ）         | 佐藤裕子 （東洋紡）             | 江上由美 （日立）               | 池知晶代 （富士フイルム）       |
| 第15回 | 1981年 | 米田一典 （日立）             | 江上由美 （日立）               | 小川かず子 （ユニチカ）         | 江上由美 （日立）               | 杉山加代子 （日立）           | 水原理枝子 （ユニチカ）         | 三屋裕子 （日立）               | 佐藤裕子 （東洋紡）             | 小川かず子 （ユニチカ）         |
| 第16回 | 1982年 | 吉田敏明 （日立）             | 江上由美 （日立）               | 水原理枝子 （ユニチカ）         | 江上由美 （日立）               | 三屋裕子 （日立）             | 杉山加代子 （日立）             | 中田久美 （日立）               | 小高笑子 （日立）               | 森田喜美枝 （日立）             |
| 第17回 | 1983年 | 吉田雅行 （日立）             | 江上由美 （日立）               | 田渕良子 （東洋紡）             | 江上由美 （日立）               | 中田久美 （日立）             | 三屋裕子 （日立）               | 杉山加代子 （日立）             | 小高笑子 （日立）               | 森田喜美枝 （日立）             |
| 第18回 | 1984年 | 山田重雄 （日立）             | 中田久美 （日立）               | 松並早苗 （東洋紡）             | 中田久美 （日立）               | 小高笑子 （日立）             | 杉山加代子 （日立）             | 石田京子 （日立）               | 宮島恵子 （日立）               | 武内広子 （日立）               |
| 第19回 | 1985年 | 山田重雄 （日立）             | 中田久美 （日立）               | 梅津一美 （ダイエー）           | 中田久美 （日立）               | 小高笑子 （日立）             | 杉山加代子 （日立）             | 武内広子 （日立）               | 小野弘美 （ダイエー）           | ローズ・メジャーズ （日本電気） |
| 第20回 | 1986年 | 岩本洋 （日立）               | 杉山加代子 （日立）             | ローズ・メジャーズ （日本電気） | 杉山加代子 （日立）             | 小高笑子 （日立）             | 大林素子 （日立）               | 高橋有紀子 （日立）             | ローズ・メジャーズ （日本電気） | 小野弘美 （ダイエー）           |
| 第21回 | 1987年 | 葛和伸元 （日本電気）         | ローズ・メジャーズ （日本電気） | 大林素子 （日立）               | ローズ・メジャーズ （日本電気） | 佐藤伊知子 （日本電気）       | 杉山明美 （日本電気）           | 山下美弥子 （日本電気）         | 高野裕子 （日本電気）           | 小野弘美 （ダイエー）           |
| 第22回 | 1988年 | 岩本洋 （日立）               | 大林素子 （日立）               | 中西千枝子 （ユニチカ）         | 大林素子 （日立）               | 廣紀江 （日立）               | 中西千枝子 （ユニチカ）         | 本郷友恵 （ユニチカ）           | 樫野幸子 （ユニチカ）           | 杉山加代子 （日立）             |
| 第23回 | 1989年 | 坂上一雄 （イトーヨーカドー） | 斎藤真由美 （イトーヨーカドー） | 松下晃子 （ユニチカ）           | 斎藤真由美 （イトーヨーカドー） | 益子直美 （イトーヨーカドー） | ローズ・メジャーズ （日本電気） | 松下晃子 （ユニチカ）           | 中西千枝子 （ユニチカ）         | 樫野幸子 （ユニチカ）           |
| 第24回 | 1990年 | 箕輪憲吾 （日立）             | 中田久美 （日立）               | 石掛美知代 （イトーヨーカドー） | 中田久美 （日立）               | 大林素子 （日立）             | 佐藤伊知子 （日本電気）         | 石掛美知代 （イトーヨーカドー） | 吉原知子 （日立）               | 福田記代子 （日立）             |
| 第25回 | 1991年 | 佐藤稔 （日立）               | 中田久美 （日立）               | 高山佳代 （イトーヨーカドー）   | 大林素子 （日立）               | 中田久美 （日立）             | 山内美加 （ダイエー）           | 吉原知子 （日立）               | 高山佳代 （イトーヨーカドー）   | 石掛美知代 （イトーヨーカドー） |
| 第26回 | 1992年 | 佐藤稔 （日立）               | 大林素子 （日立）               | 中西千枝子 （ユニチカ）         | 中西千枝子 （ユニチカ）         | 大林素子 （日立）             | 多治見麻子 （日立）             | 福田記代子 （日立）             | 山内美加 （ダイエー）           | 甲斐千保 （イトーヨーカドー）   |
| 第27回 | 1993年 | 坂田健二 （日立）             | 大林素子 （日立）               | 山内美加 （ダイエー）           | 大林素子 （日立）               | 山内美加 （ダイエー）         | 多治見麻子 （日立）             | 中西千枝子 （ユニチカ）         | 福田記代子 （日立）             | 吉原知子 （日立）               |

### 個人賞（2）
| 回     | 年度   | 新人賞                                  | スパイク賞                                   | ブロック賞                            | サーブ賞                          | レシーブ賞                | 猛打賞                                | 応援団賞                  |
| ------ | ------ | --------------------------------------- | -------------------------------------------- | ------------------------------------- | --------------------------------- | ------------------------- | ------------------------------------- | ------------------------- |
| 第1回  | 1967年 | -                                       | 小野沢愛子（ヤシカ） 47.3%                   | 小野沢愛子（ヤシカ） 0.97本           | 小嶋由紀代（日立） 11.0%          | 岩原豊子 （ヤシカ）       | -                                     | -                         |
| 第2回  | 1968年 | -                                       | 高山鈴江（日立武蔵） 47.7%                   | 小野沢愛子（ヤシカ） 1.14本           | 高山鈴江（日立武蔵） 8.6%         | 松村勝美 （ニチボー貝塚） | -                                     | -                         |
| 第3回  | 1969年 | -                                       | 古川牧子（ユニチカ貝塚） 44.9%               | 浜恵子（ヤシカ） 1.00本               | 宮本節子（日立） 13.3%            | 小野沢愛子 （ヤシカ）     | -                                     | -                         |
| 第4回  | 1970年 | -                                       | 浜恵子（ヤシカ） 41.6%                       | 古川牧子（ユニチカ貝塚） 1.18本       | 長岡由利子（日立） 8.24%          | 松村勝美 （ユニチカ貝塚） | -                                     | -                         |
| 第5回  | 1971年 | -                                       | 古川牧子（ユニチカ貝塚） 44.4%               | 飯田高子（ヤシカ） 1.26本             | 松村勝美（ユニチカ貝塚） 10.8%    | 松村勝美 （ユニチカ貝塚） | -                                     | -                         |
| 第6回  | 1972年 | -                                       | 浜恵子（ヤシカ） 46.3%                       | 飯田高子（ヤシカ） 1.47本             | 島影せい子（ユニチカ貝塚） 10.8%  | 岩原豊子 （ヤシカ）       | -                                     | -                         |
| 第7回  | 1973年 | -                                       | 飯田高子（ヤシカ） 43.1%                     | 飯田高子（ヤシカ） 2.11本             | 加藤きよみ（日立武蔵） 11.2%      | 斎藤春枝 （鐘紡）         | -                                     | -                         |
| 第8回  | 1974年 | 該当者なし                              | 飯田高子（ヤシカ） 47.2%                     | 飯田高子（ヤシカ） 1.69本             | 白井貴子（日立武蔵） 8.4%         | 斎藤春枝 （鐘紡）         | -                                     | -                         |
| 第9回  | 1975年 | 須藤佳代子 （富士フイルム）             | 白井貴子（日立） 52.3%                       | 矢野広美（日立） 1.12本               | 塩川美知子（ユニチカ貝塚） 8.3%   | 玉川美智 （ユニチカ貝塚） | -                                     | -                         |
| 第10回 | 1976年 | 江上由美 （日立）                       | 会田きよ子（日立） 52.2%                     | 矢野広美（日立） 1.47本               | 吉永美保子（ヤシカ） 9.5%         | 金坂克子 （日立）         | -                                     | -                         |
| 第11回 | 1977年 | 結城てり江 （ユニチカ）                 | 白井貴子（日立） 50.4%                       | 石川嘉枝（ユニチカ） 1.67本           | 江上由美 12.0%                    | 白井貴子 （日立）         | -                                     | -                         |
| 第12回 | 1978年 | キャロル・ピーターセン （富士フイルム） | キャロル・ピーターセン（富士フイルム） 44.2% | 石川嘉枝（ユニチカ） 1.44本           | 須藤佳代子（富士フイルム） 9.0%   | 堀江香代子 （カネボウ）   | -                                     | -                         |
| 第13回 | 1979年 | 吉川良子 （日立）                       | 滑川玉江（日本電気） 44.7%                   | 石川嘉枝（ユニチカ） 1.76本           | 江上由美（日立） 8.6%             | 広瀬美代子 （ユニチカ）   | -                                     | -                         |
| 第14回 | 1980年 | 杉山加代子 （日立）                     | 水原理枝子（ユニチカ） 51.4%                 | 江上由美（日立） 1.74本               | キャロル松尾（富士フイルム）9.7%  | 北井邦子 （東洋紡）       | -                                     | -                         |
| 第15回 | 1981年 | 中田久美 （日立）                       | 江上由美（日立） 48.4%                       | 江上由美（日立） 1.70本               | 砂田明子（東洋紡） 10.3%          | 小川かず子 （ユニチカ）   | -                                     | -                         |
| 第16回 | 1982年 | 置田佳子 （イトーヨーカドー）           | 三屋裕子（日立） 54.6%                       | 江上由美（日立） 1.65本               | 田渕良子（東洋紡） 9.1%           | 広瀬美代子 （ユニチカ）   | -                                     | -                         |
| 第17回 | 1983年 | 松並早苗 （東洋紡）                     | 三屋裕子（日立） 57.4%                       | 江上由美（日立） 1.69本               | 広瀬美代子（ユニチカ） 7.6%       | 北井邦子 （東洋紡）       | セシリア・タイト （イトーヨーカドー） | -                         |
| 第18回 | 1984年 | 宮島恵子 （日立）                       | 石田京子（日立） 52.6%                       | 西沢知子（久光製薬） 1.12本           | 置田佳子（イトーヨーカドー） 6.0% | 北井邦子 （東洋紡）       | ローズ・メジャーズ （日本電気）       | 日本電気                  |
| 第19回 | 1985年 | 益子直美 （イトーヨーカドー）           | ローズ・メジャーズ（日本電気） 55.0%         | 石掛美知代（イトーヨーカドー） 1.62本 | 武内広子（日立） 7.3%             | 武内広子 （日立）         | 大谷佐知子 （カネボウ）               | ダイエー                  |
| 第20回 | 1986年 | 高橋有紀子 （日立）                     | ローズ・メジャーズ（日本電気） 52.4%         | 石掛美知代（イトーヨーカドー） 1.35本 | 増田裕子（カネボウ） 11.8%        | 武内広子 （日立）         | 杉山加代子 （日立）                   | イトーヨーカドー          |
| 第21回 | 1987年 | 佐藤伊知子 （日本電気）                 | 杉山明美（日本電気） 57.2%                   | ローズ・メジャーズ（日本電気） 1.28本 | 稲垣都子（ダイエー） 9.4%         | 山下美弥子 （日本電気）   | 大林素子 （日立）                     | 日本電気                  |
| 第22回 | 1988年 | 廣紀江 （日立）                         | 大林素子（日立） 51.7%                       | 岩瀬利栄子（東芝） 1.18本             | 阿部正枝（東芝） 7.2%             | 本郷友恵 （ユニチカ）     | 樫野幸子 （ユニチカ）                 | ダイエー                  |
| 第23回 | 1989年 | 福田記代子 （日立）                     | 杉山明美（日本電気） 53.4%                   | 松川一代（ダイエー） 1.11本           | 大林素子（日立） 6.5%             | 本郷友恵 （ユニチカ）     | M.イザベル （東芝）                   | イトーヨーカドー ユニチカ |
| 第24回 | 1990年 | 該当者なし                              | 大林素子（日立） 52.7%                       | 岩瀬利栄子（東芝） 1.31本             | 矢野美紀（日本電気） 7.8%         | 佐藤伊知子 （日本電気）   | 坂本清美 （東洋紡）                   | 日立 日本電気             |
| 第25回 | 1991年 | 多治見麻子 （日立）                     | 吉原知子（日立） 53.1%                       | 高山佳代（イトーヨーカドー） 1.46本   | 大貫美奈子（日本電気） 11.4%      | 中西千枝子 （ユニチカ）   | 山内美加 （ダイエー）                 | 小田急                    |
| 第26回 | 1992年 | 小林あい子 （NEC）                      | 甲斐千保（イトーヨーカドー） 54.4%           | 多治見麻子（日立） 1.36本             | 大貫美奈子（NEC） 8.8%            | 中西千枝子 （ユニチカ）   | 山内美加 （ダイエー）                 | NEC                       |
| 第27回 | 1993年 | 森山淳子 （小田急）                     | 大林素子（日立） 56.9%                       | 多治見麻子（日立） 1.28本             | 勝田並（ダイエー） 7.59%          | 中西千枝子 （ユニチカ）   | 橋本由紀子 （NTT関西）                | 小田急                    |

### 個人通算記録

#### 出場試合数
| 順位 | 選手名     | チーム           | リーグ数 | 試合数 |
| ---- | ---------- | ---------------- | -------- | ------ |
| 1    | 山下美弥子 | 日本電気         | 15 - 25  | 172    |
| 2    | 中田久美   | 日立             | 15 - 26  | 171    |
| 3    | 杉山加代子 | 日立             | 14 - 23  | 163    |
| 4    | 田中千代美 | 日本電気         | 14 - 23  | 148    |
| 5    | 高野裕子   | 日本電気         | 16 - 23  | 141    |
| 6    | 井上英子   | 東洋紡           | 12 - 19  | 139    |
| 7    | 甲斐千保   | イトーヨーカドー | 19 - 27  | 138    |
| 8    | 石掛美知代 | イトーヨーカドー | 18 - 26  | 135    |
| 9    | 北井邦子   | 東洋紡           | 12 - 19  | 132    |
| 10   | 田渕良子   | 東洋紡           | 12 - 19  | 129    |

#### 出場セット数
| 順位 | 選手名     | チーム           | リーグ数 | セット数 |
| ---- | ---------- | ---------------- | -------- | -------- |
| 1    | 中田久美   | 日立             | 15 - 26  | 635      |
| 2    | 山下美弥子 | 日本電気         | 15 - 25  | 627      |
| 3    | 杉山加代子 | 日立             | 14 - 23  | 551      |
| 4    | 高野裕子   | 日本電気         | 16 - 23  | 514      |
| 5    | 田中千代美 | 日本電気         | 14 - 23  | 499      |
| 6    | 石掛美知代 | イトーヨーカドー | 18 - 26  | 497      |
| 7    | 井上英子   | 東洋紡           | 12 - 19  | 484      |
| 8    | 本郷友恵   | ユニチカ         | 17 - 23  | 463      |
| 9    | 中西千枝子 | ユニチカ         | 19 - 27  | 459      |
| 10   | 北井邦子   | 東洋紡           | 12 - 19  | 452      |

#### 最多得点
| 順位 | 選手名             | チーム           | リーグ数 | セット数 | アタック | ブロック | サーブ | 合計  |
| ---- | ------------------ | ---------------- | -------- | -------- | -------- | -------- | ------ | ----- |
| 1    | 杉山加代子         | 日立             | 14 - 23  | 551      | 1,135    | 213      | 147    | 1,495 |
| 2    | ローズ・メジャーズ | 日本電気         | 18 - 23  | 399      | 782      | 307      | 79     | 1,168 |
| 3    | 山下美弥子         | 日本電気         | 15 - 25  | 627      | 924      | 113      | 110    | 1,147 |
| 4    | 大林素子           | 日立             | 20 - 27  | 437      | 697      | 268      | 102    | 1,067 |
| 5    | 横山樹理           | ユニチカ         | 7 - 15   | 345      | 802      | 110      | 56     | 968   |
| 6    | 江上由美           | 日立             | 10 - 18  | 381      | 374      | 452      | 118    | 944   |
| 7    | 水原理枝子         | ユニチカ         | 9 - 16   | 349      | 712      | 111      | 92     | 915   |
| 8    | 石掛美知代         | イトーヨーカドー | 18 - 26  | 497      | 439      | 389      | 53     | 881   |
| 9    | 井上英子           | 東洋紡           | 12 - 19  | 484      | 478      | 293      | 109    | 880   |
| 10   | 益子直美           | イトーヨーカドー | 19 - 25  | 369      | 623      | 124      | 65     | 812   |

#### 最多アタック得点
| 順位 | 選手名             | チーム           | リーグ数 | セット数 | 得点  |
| ---- | ------------------ | ---------------- | -------- | -------- | ----- |
| 1    | 杉山加代子         | 日立             | 14 - 23  | 551      | 1,135 |
| 2    | 山下美弥子         | 日本電気         | 15 - 25  | 627      | 924   |
| 3    | 横山樹理           | ユニチカ         | 7 - 15   | 345      | 802   |
| 4    | ローズ・メジャーズ | 日本電気         | 18 - 23  | 399      | 782   |
| 5    | 水原理枝子         | ユニチカ         | 9 - 16   | 349      | 712   |
| 6    | 大林素子           | 日立             | 20 - 27  | 437      | 697   |
| 7    | 山内美加           | ダイエー         | 22 - 27  | 258      | 695   |
| 8    | 益子直美           | イトーヨーカドー | 19 - 25  | 369      | 623   |
| 9    | 北井邦子           | 東洋紡           | 12 - 19  | 452      | 564   |
| 10   | 田渕良子           | 東洋紡           | 12 - 19  | 440      | 557   |

#### 最多アタック決定本数
| 順位 | 選手名             | チーム           | リーグ数 | セット数 | 本数  |
| ---- | ------------------ | ---------------- | -------- | -------- | ----- |
| 1    | 杉山加代子         | 日立             | 14 - 23  | 551      | 3,011 |
| 2    | 山下美弥子         | 日本電気         | 15 - 25  | 627      | 2,637 |
| 3    | 大林素子           | 日立             | 20 - 27  | 437      | 2,487 |
| 4    | 横山樹理           | ユニチカ         | 7 - 15   | 345      | 2,483 |
| 5    | ローズ・メジャーズ | 日本電気         | 18 - 23  | 399      | 2,480 |
| 6    | 益子直美           | イトーヨーカドー | 19 - 25  | 369      | 1,937 |
| 7    | 石掛美知代         | イトーヨーカドー | 18 - 26  | 497      | 1,886 |
| 8    | 樫野幸子           | ユニチカ         | 18 - 23  | 325      | 1,818 |
| 9    | 水原理枝子         | ユニチカ         | 9 - 16   | 349      | 1,802 |
| 10   | 邱金治             | カネボウ         | 18 - 22  | 282      | 1,740 |

#### 最多アタック打数
| 順位 | 選手名             | チーム           | リーグ数 | セット数 | 打数  |
| ---- | ------------------ | ---------------- | -------- | -------- | ----- |
| 1    | 杉山加代子         | 日立             | 14 - 23  | 551      | 6,880 |
| 2    | 山下美弥子         | 日本電気         | 15 - 25  | 627      | 6,836 |
| 3    | 横山樹理           | ユニチカ         | 7 - 15   | 345      | 5,991 |
| 4    | 大林素子           | 日立             | 20 - 27  | 437      | 4,781 |
| 5    | ローズ・メジャーズ | 日本電気         | 18 - 23  | 399      | 4,749 |
| 6    | 邱金治             | カネボウ         | 18 - 22  | 282      | 4,712 |
| 7    | 益子直美           | イトーヨーカドー | 19 - 25  | 369      | 4,573 |
| 8    | 樫野幸子           | ユニチカ         | 18 - 23  | 325      | 4,537 |
| 9    | 井上英子           | 東洋紡           | 12 - 19  | 484      | 4,386 |
| 10   | 水原理枝子         | ユニチカ         | 9 - 16   | 349      | 4,167 |

#### 最多ブロック決定本数
| 順位 | 選手名             | チーム           | リーグ数 | セット数 | 本数 |
| ---- | ------------------ | ---------------- | -------- | -------- | ---- |
| 1    | 江上由美           | 日立             | 10 - 18  | 381      | 557  |
| 2    | 石掛美知代         | イトーヨーカドー | 18 - 26  | 497      | 512  |
| 3    | 田中千代美         | 日本電気         | 14 - 23  | 499      | 412  |
| 4    | ローズ・メジャーズ | 日本電気         | 18 - 23  | 399      | 402  |
| 5    | 井上英子           | 東洋紡           | 12 - 19  | 484      | 385  |
| 6    | 松下晃子           | ユニチカ         | 16 - 24  | 397      | 381  |
| 7    | 本郷友恵           | ユニチカ         | 17 - 23  | 463      | 373  |
| 8    | 大林素子           | 日立             | 20 - 27  | 437      | 356  |
| 9    | 石川嘉枝           | ユニチカ         | 7 - 14   | 230      | 311  |
| 10   | 佐藤裕子           | 東洋紡           | 11 - 15  | 212      | 299  |

#### 最多ブロック得点
| 順位 | 選手名             | チーム           | リーグ数 | セット数 | 得点 |
| ---- | ------------------ | ---------------- | -------- | -------- | ---- |
| 1    | 江上由美           | 日立             | 10 - 18  | 381      | 452  |
| 2    | 石掛美知代         | イトーヨーカドー | 18 - 26  | 497      | 389  |
| 3    | ローズ・メジャーズ | 日本電気         | 18 - 23  | 399      | 307  |
| 4    | 井上英子           | 東洋紡           | 12 - 19  | 484      | 293  |
| 5    | 田中千代美         | 日本電気         | 14 - 23  | 499      | 271  |
| 6    | 松下晃子           | ユニチカ         | 16 - 24  | 397      | 269  |
| 7    | 大林素子           | 日立             | 20 - 27  | 437      | 268  |
| 8    | 本郷友恵           | ユニチカ         | 17 - 23  | 463      | 262  |
| 9    | 石川嘉枝           | ユニチカ         | 7 - 14   | 230      | 227  |
| 10   | 佐藤裕子           | 東洋紡           | 11 - 15  | 212      | 213  |

#### 最多サーブ打数
| 順位 | 選手名     | チーム           | リーグ数 | セット数 | 打数  |
| ---- | ---------- | ---------------- | -------- | -------- | ----- |
| 1    | 山下美弥子 | 日本電気         | 15 - 25  | 627      | 2,874 |
| 2    | 中田久美   | 日立             | 15 - 26  | 635      | 2,873 |
| 3    | 杉山加代子 | 日立             | 14 - 23  | 551      | 2,751 |
| 4    | 高野裕子   | 日本電気         | 16 - 23  | 514      | 2,588 |
| 5    | 大林素子   | 日立             | 20 - 27  | 437      | 2,321 |
| 6    | 本郷友恵   | ユニチカ         | 17 - 23  | 463      | 2,302 |
| 7    | 田渕良子   | 東洋紡           | 12 - 19  | 440      | 2,296 |
| 8    | 石掛美知代 | イトーヨーカドー | 18 - 26  | 497      | 2,233 |
| 9    | 小高笑子   | 日立             | 15 - 21  | 429      | 2,213 |
| 10   | 北井邦子   | 東洋紡           | 12 - 19  | 452      | 2,120 |

#### 最多サーブ得点
| 順位 | 選手名     | チーム           | リーグ数 | セット数 | 得点 |
| ---- | ---------- | ---------------- | -------- | -------- | ---- |
| 1    | 田渕良子   | 東洋紡           | 12 - 19  | 440      | 149  |
| 2    | 杉山加代子 | 日立             | 14 - 23  | 551      | 147  |
| 3    | 広瀬美代子 | ユニチカ         | 11 - 18  | 384      | 118  |
| 3    | 江上由美   | 日立             | 10 - 18  | 381      | 118  |
| 5    | 中田久美   | 日立             | 15 - 26  | 635      | 115  |
| 6    | 山下美弥子 | 日本電気         | 15 - 25  | 627      | 110  |
| 7    | 井上英子   | 東洋紡           | 12 - 19  | 484      | 109  |
| 8    | 北井邦子   | 東洋紡           | 12 - 19  | 452      | 108  |
| 9    | 大林素子   | 日立             | 20 - 27  | 437      | 102  |
| 10   | 置田佳子   | イトーヨーカドー | 16 - 20  | 386      | 96   |